# Oberlin, Ohio

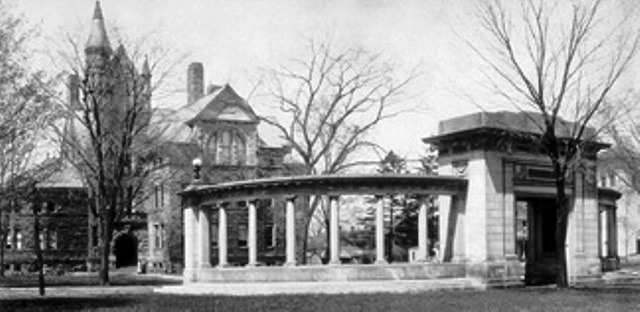
Oberlin College; foto från 1909.

Oberlin är en liten stad i Lorain County, Ohio, USA, sydväst om Cleveland. Staden grundades 1833 och blev tidigt ett center för abolitionister som kämpade för de svartas rättigheter och på 1850-talet gick den underjordiska järnvägen till Oberlin och förde med sig befriade svarta slavar från sydstaterna. Staden har cirka 8 300 invånare (2010).
Oberlin är mest känt för sitt universitet, Oberlin College, ett liberal arts college som grundades 1833, samtidigt som staden anlades. Oberlin College var det första universitet i USA som tillät svarta studenter att studera på skolan, redan 1835. Universitetet har sedan 2000-talets början cirka 3 000 studenter. 